# Vautrin

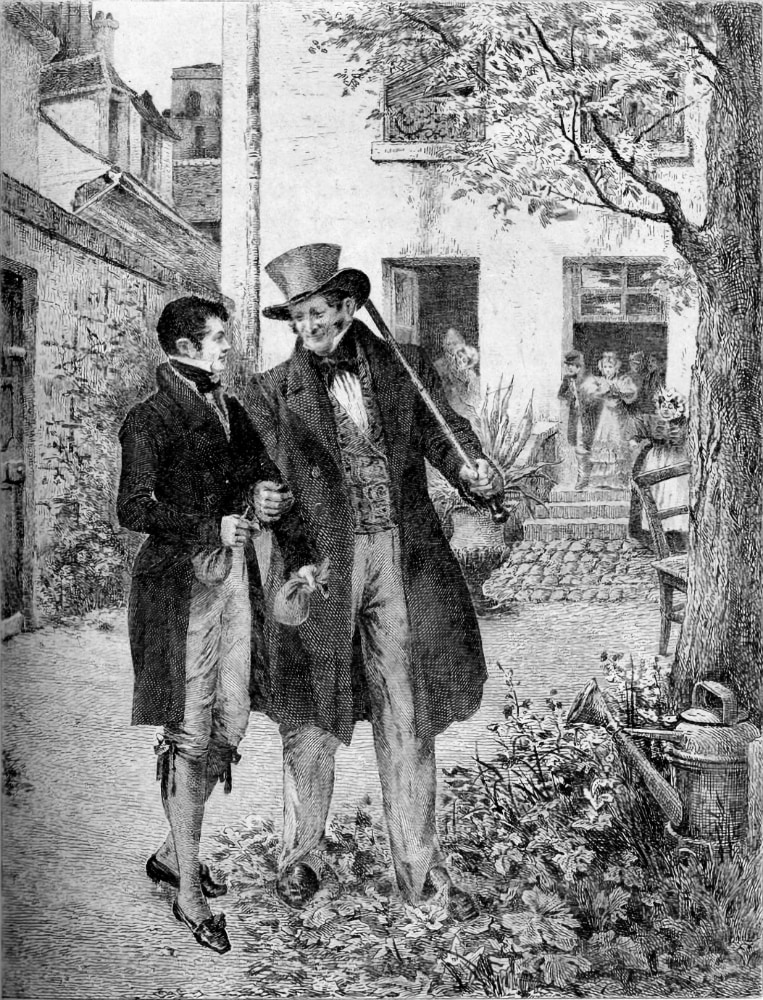
Vautrin (rechts), Illustration aus einem 1897 erschienenen Buch

Vautrin ist eine Figur aus Balzacs Romanzyklus Die menschliche Komödie (La Comédie humaine).

## Hintergrund
Vautrin gehört zu den wichtigsten Figuren in Balzacs Romanzyklus „Die menschliche Komödie“, der zwischen 1829 und 1850 geschrieben wurde. Der Autor hat sich von dem Leben des damals bekannten Verbrechers Eugène François Vidocq (1775–1857) inspirieren lassen, um seine Figur zu gestalten. Vidocq, wie Vautrin in dem Roman „Glanz und Elend der Kurtisanen“ (Splendeurs et misères des courtisanes) von 1847, wird nach seiner Laufbahn als Krimineller Chef der Pariser Sicherheitspolizei.

## Geschichte
Vautrin, sein bürgerlicher Name ist Jacques Collin, taucht das erste Mal im „Vater Goriot“ auf. Der Roman beginnt im Jahr 1819, Jacques Collin ist ein entflohener Sträfling, der in dem Vauquer-Haus unter dem Namen Vautrin lebt. Weil er einem Freund aus der „Patsche geholfen“ und die Schuld auf sich genommen hatte, war er zu Zuchthaus verurteilt worden. Er interessiert sich sehr für seinen Mitbewohner Eugène Rastignac, einen jungen ehrgeizigen Mann, der reich und mächtig werden will. Vautrin wird von der Polizei entlarvt und festgenommen und wandert wieder in das Gefängnis von Rochefort.
In dem Roman „Verlorene Illusionen“ erscheint Vautrin ein weiteres Mal. Es ist inzwischen eine Weile vergangen, er ist verkleidet als der spanische Abt Carlos Herrera. Er trifft Lucien de Rubempré, einen begabten aber depressiven Dichter, den er vor dem Selbstmord bewahrt.
„Glanz und Elend der Kurtisanen“, der letzte Roman der „Vautrin-Trilogie“, erzählt vom Aufstieg Lucien de Rubemprés in die Pariser Aristokratie. Herreras Geld und seine Mauscheleien verhelfen dem jungen Mann zum Erfolg. Am Ende schaden ihm jedoch Vautrins Verstöße gegen die Gesetze. Beide werden verhaftet und Lucien erhängt sich im Gefängnis.
Der Tod Luciens führt bei  Vautrin zu einer inneren Umkehr, er wechselt die Fronten und wird Polizist.

## Charakterisierung
Curtius nennt Vautrin einen „Verbrecher großen Stils, der seinen gefährlichen Weg in voller Bewusstheit geht,[...] getragen von dem Überlegenheitsbewusstsein des Menschen, der die irdischen Verhältnisse geprüft und erkannt hat, dass es nur zwei mögliche Entscheidungen gibt: entweder ein stumpfsinniger Gehorsam oder die Revolte“. Er empört sich gegen die „Gesellschaft“, gegen die er skrupellos kämpft, um sich selbst und seine Machtansprüche durchzusetzen.
Er ist ein großer und dominanter Mann mit einer starken virilen Ausstrahlung, kennt alle technisch-manuellen Tricks, und beherrscht alle Künste der Manipulation, kann aber auch von Großherzigkeit und Großmut geleitet sein. Er ist eine enigmatische und schillernde Persönlichkeit. Da er selbst von der Gesellschaft ausgeschlossen bleibt, versucht er stellvertretend durch junge und ehrgeizige Männer, wie Rastignac und Lucien de Rubempré, Macht und Einfluss zu bekommen.
Ob die Beziehung zwischen Vautrin und seinen jungen Schützlingen auf reiner Freundschaft beruht oder homoerotisch eingefärbt ist, bleibt offen.